# Émetteur de Droitwich

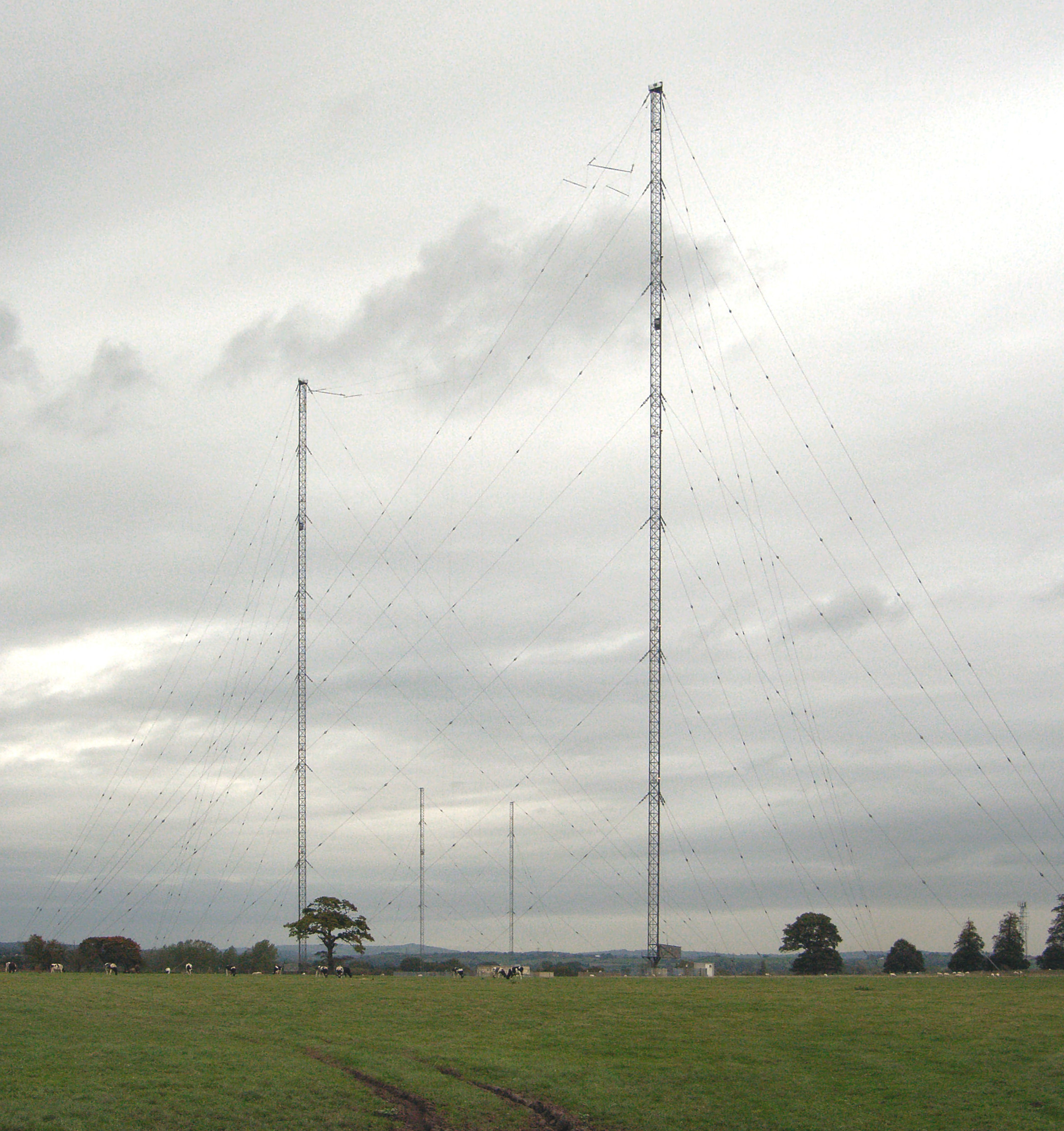
Émetteur de Droitwich

L'émetteur de Droitwich est un émetteur de radiodiffusion géré par la société Arqiva et situé dans la commune de Dodderhill, près de Droitwich Spa dans le comté du Worcestershire en Angleterre. L'émetteur, établi à l'origine par la BBC, est entré en service en 1934.
Il diffuse avec une puissance de 500 kW les programmes de BBC Radio 4 en grandes ondes, pour lesquelles est employé un T aérien, monté sur deux pylônes de 210 m de haut séparés de 180 m. 
La fréquence de transmission était de 200 kHz jusqu'en 1989 et est maintenant de 198 kHz. Deux émetteurs complémentaires utilisant la même fréquence et avec une puissance de 50 kW ont été implantés à Burghead en Écosse, et à Westerglen (approximativement entre Glasgow et Édimbourg).
Deux autres pylônes à Droitwich sont utilisés pour transmettre en ondes moyennes les programmes de BBC Radio 5 Live et des radios privées Absolute Radio et Talksport. 